# Griekenland op de Olympische Zomerspelen 1964
Griekenland nam deel aan de Olympische Zomerspelen 1964 in Tokio, Japan. In tegenstelling tot de voorgaande twee edities werd dit keer geen medaille gewonnen.

## Deelnemers en resultaten

### Atletiek
| Olympiër             | Discipline               | Resultaat | Prestatie                                            |
| -------------------- | ------------------------ | --------- | ---------------------------------------------------- |
| Georges Marsellos    | 100m (m)                 | 28e       | serie 4: 5de in 14,9                                 |
| Dimos Manglaras      | verspringen (m)          | 25e       | kwalificatie: 25ste met 7,21m                        |
| Christos Papanikolau | polsstokhoogspringen (m) | 18e       | kwalificatie: 1ste met 4,60m finale: 18de met 4,40m  |
| Georgios Tsakanikas  | kogelstoten (m)          | 13e       | kwalificatie: 6de met 18,05m finale: 13de met 16,87m |
| Georgios Tsakanikas  | discuswerpen (m)         | 13e       | kwalificatie: 22ste met 50,76m                       |
| Christos Pierrakos   | speerwerpen (m)          | 10e       | kwalificatie: 9de met 72,91m finale: 10de met 72,65m |

### Schietsport
| Olympiër                    | Discipline              | Resultaat | Prestatie                       |
| --------------------------- | ----------------------- | --------- | ------------------------------- |
| Lambis Manthos              | 50m geweer liggend (m)  | 32e       | 588 punten: (97-98-98-98-99-98) |
| Alkiviadis Papageorgopoulos | 25m snelvuurpistool (m) | 21e       | 581 punten: (288-293)           |
| Fotios Isaakidis            | 50m geweer liggend (m)  | 45e       | 172 punten                      |
| Georgios Pangalos           | 50m geweer liggend (m)  | 19e       | 187 punten                      |

### Worstelen
| Olympiër                 | Discipline  | Resultaat   | Prestatie                                                                              |
| Vrije stijl              | Vrije stijl | Vrije stijl | Vrije stijl                                                                            |
| ------------------------ | ----------- | ----------- | -------------------------------------------------------------------------------------- |
| Athanasios Zafeiropoulos | -52kg (m)   | 13e         | 1ste ronde: W van MAS Liang 2de ronde: V van PAK Niaz-Din 3de ronde: V van IRI Heidari |
| Athanasios Zafeiropoulos | -70kg (m)   | 17e         | 1ste ronde: V van PAK Bashir 2de ronde: V van TUR Atalay                               |
| Grieks-Romeins           |             |             |                                                                                        |
| Vasilios Ganotis         | -52kg (m)   | 8e          | 1ste ronde: V van URS Sayadov 2de ronde: W van HUN Alker 3de ronde: V van JPN Hanahara |
| Petros Galaktopoulos     | -63kg (m)   | 19e         | 1ste ronde: W van KOR Kim 2de ronde: V van AUT Marte 3de ronde: V van HUN Polyak       |
| Dimitrios Savvas         | -70kg (m)   | 10e         | 1ste ronde: W van KOR Kim 2de ronde: V van JPN Fujita 3de ronde: V van SWE Johnsson    |

### Zeilen
| Olympiër                                                   | Discipline | Resultaat | Prestatie                         |
| ---------------------------------------------------------- | ---------- | --------- | --------------------------------- |
| Panagiotis Koulingas                                       | finn       | 8e        | 4546 punten: (5-2-14-16-6-11-DSQ) |
| Odysseus Eskitzoglou Georgios Zaimis Thimistokles Magoulas | dragon     | 8e        | 4188 punten: (13-2-10-9-12-3-6)   |

Afghanistan · Algerije · Argentinië · Australië · Bahama's · België · Bermuda · Birma · Bolivia · Brazilië · Brits-Guiana · Bulgarije · Cambodja · Canada · Ceylon · Chili · Colombia · Congo-Brazzaville · Costa Rica · Cuba · Denemarken · Dominicaanse Republiek · Duits eenheidsteam · Ethiopië · Filipijnen · Finland · Frankrijk · Ghana · Griekenland · Groot-Brittannië · Hongarije · Hongkong · Ierland · IJsland · India · Irak · Iran · Israël · Italië · Ivoorkust · Jamaica · Japan · Joegoslavië · Kameroen · Kenia · Libanon · Liberia · Libië · Liechtenstein · Luxemburg · Madagaskar · Maleisië · Mali · Marokko · Mexico · Monaco · Mongolië · Nederland · Nederlandse Antillen · Nepal · Nieuw-Zeeland · Niger · Nigeria · Noord-Rhodesië · Noorwegen · Oeganda · Oostenrijk · Pakistan · Panama · Peru · Polen · Portugal · Puerto Rico · Roemenië · Senegal · Sovjet-Unie · Spanje · Taiwan · Tanganyika · Thailand · Trinidad en Tobago · Tsjaad · Tsjecho-Slowakije · Tunesië · Turkije · Uruguay · Venezuela · Verenigde Arabische Republiek · Verenigde Staten · Vietnam · Zuid-Korea · Zuid-Rhodesië · Zweden · Zwitserland